# Route nationale 237
Die Route nationale 237, kurz N 237 oder RN 237, ist eine kurze französische Nationalstraße. Die Straße ist der nördliche Teil der Umgehungsstraße von La Rochelle und führt entlang Lagord, des Hafens von La Pallice, des Flughafens und der Île de Ré.

## Streckenverlauf
| Position | höchste zulässige Gesamtgeschwindigkeit | Fahrbahnen | km  | Typ                             | Abschnitt                                   | Längengrad | Breitengrad |
| -------- | --------------------------------------- | ---------- | --- | ------------------------------- | ------------------------------------------- | ---------- | ----------- |
| 1        | 90                                      | 2          |     | Beginn der Autobahn             | N 137 (Bordeaux) N11 (Poitiers) La Rochelle | 46.1718    | −1.1208     |
| 2        | 90                                      | 2          | 0.5 | Vollständige Anschlussstelle    | Puilboreau-ZI Beaulieu                      | 46.1773    | −1.1270     |
| 3        | 90                                      | 2          | 2   | Radargerät in beiden Richtungen |                                             | 46.1810    | −1.1400     |
| 4        | 90                                      | 2          | 2.5 | Vollständige Anschlussstelle    | La Rochelle (Stadt) – Lagord                | 46.1797    | −1.1525     |
| 5        | 90                                      | 2          | 5   | Teil-Anschlußstelle             | Mireuil                                     | 46.1732    | −1.1791     |
| 6        | 90                                      | 2          | 5.5 | Teil-Anschlußstelle             | La Pallice-Port-Neuf                        | 46.1710    | −1.1894     |
| 7        | 90                                      | 2          | 6.5 | Teil-Anschlußstelle             | Flughafen La Rochelle                       | 46.1729    | −1.1994     |
| 8        | 70                                      | 2          | 8.5 | Teil-Anschlußstelle             | D735 vers île de Ré                         | 46.1753    | −1.2118     |
| 9        | 70                                      | 1          | 9   | Ende an Kreisverkehr            | Port de la Pallice                          | 46.1726    | −1.2176     |